# Bazalia
Bazalia (ukr. Базалія) – osiedle typu miejskiego na Ukrainie w rejonie teofipolskim obwodu chmielnickiego. Położone nad rzeką Słucz.

## Historia
Prywatne miasto szlacheckie, położone w województwie wołyńskim, w 1739 roku należało wraz z folwarkiem do klucza Bazalia Lubomirskich.
W 1899 roku w tutejszym kościele ślub wziął Wacław Lachert i Wanda z Lipskich, późniejsi rodzice słynnego architekta Bohdana Lacherta.
Podczas okupacji hitlerowskiej, w grudniu 1941 roku Niemcy utworzyli getto dla żydowskich mieszkańców. Przebywało w nim około 400 osób. W czerwcu 1942 roku Niemcy zlikwidowali getto, a Żydów zamordowali. 